# Ommatius ater
Ommatius ater là một loài ruồi trong họ Asilidae. Ommatius ater được Bromley miêu tả năm 1935. Loài này phân bố ở miền Ấn Độ - Mã Lai.